# Andrej Ljapčev
Andrej Tasev Tărpov Ljapčev (in bulgaro Андрей Тасев Търпов Ляпчев?; Resen, 12 dicembre 1866 – Sofia, 6 novembre 1933) è stato un politico bulgaro e primo ministro del regno di Bulgaria.
Ljapčev nacque nella città macedone di Resen, al tempo parte dell'impero ottomano, oggi parte della Repubblica di Macedonia, e giocò un ruolo importante nella politica macedone. Si ritiene che la famiglia di Ljapčev abbia avuto origine da un certo Dore, un vasaio megleno-rumeno che sfuggì all'islamizzazione del suo paese nativo Notia e si stabilì a Resen nel XVIII secolo.
Da studente Ljapčev organizzò diverse campagne a favore dell'unificazione del neonato principato di Bulgaria con la Rumelia orientale, prima di cominciare a pubblicare il Prjaporec, il giornale del partito democratico. Divenne noto inoltre per la sua attività nel movimento delle società cooperative. Frequentò la scuola superiore bulgara maschile di Salonicco.
Fece il suo ingresso nel parlamento bulgaro nel 1908 e cominciò la scalata verso un rango ministeriale. In questo ruolo firmò il trattato del 1908 che istituiva l'indipendenza della Bulgaria, così come l'armistizio del 1918. Dopo la prima guerra mondiale divenne il primo civile ad occupare la poltrona di ministro della difesa. Cadde in disgrazia sotto Aleksandăr Stambolijski e venne imprigionato dal 1922 fino al colpo di stato militare del 1923.
Ljapčev fu nominato primo ministro il 4 gennaio 1926 a capo di una coalizione tra l'Alleanza Democratica ed il Partito Nazional-liberale. Ljapčev generalmente adottò una linea più moderata del suo predecessore Aleksandăr Cankov, dichiarando un'amnistia per i prigionieri comunisti (pur se il partito comunista rimase bandito). Si assicurò inoltre due prestiti da parte della Società delle Nazioni per aiutare l'economia, anche se i problemi economici vennero esacerbati da un terremoto a Plovdiv. Tuttavia fu criticato per la sua tolleranza verso le attività dell'Organizzazione Rivoluzionaria Interna Macedone che minava i rapporti con la Jugoslavia e la Grecia.
Nonostante le sue posizioni più moderate, la Bulgaria fece fatica a superare la crisi economica in seguito alla grande depressione e perciò Ljapčev perse le elezioni del 1931. Morì a Sofia due anni più tardi.